# Стефан Хардинг
Стефан Хардинг (англ. Stephen Harding, фр. Étienne Harding; ? — 28 марта 1134 года) — католический святой, один из основателей ордена цистерцианцев, третий по счёту аббат монастыря Сито после святого Роберта Молемского и святого Альбериха.

## Биография
Стефан Хардинг родился в Дорсете, Англия. О его ранней жизни практически ничего не известно, кроме того, что в молодости он был определён в Шерборнское аббатство (англ.), однако впоследствии ушёл из монастыря и стал странствующим школяром. Однако, судя по тому, что Хардинг свободно владел тремя языками — английским, нормандским и латынью, он получил неплохое образование.
После периода странствий Стефан Хардинг в конце концов вошёл в число братьев Молемского монастыря в Бургундии, который возглавлял святой Роберт Молемский. В 1098 году Роберт Молемский, Альберих, Стефан Хардинг и ещё около 20 братьев молемского монастыря с разрешения лионского архиепископа покинули Молем с целью основать новую обитель, где царил бы первоначальный строгий дух западного монашества, основанный на строгом соблюдении устава св. Бенедикта. Виконт города Бон даровал святому Роберту принадлежавшую ему долину в глухом лесу к югу от Дижона, где выходцы из Молема и основали монастырь Сито (фр.  Cîteaux , лат.  Cistercium). По традиции считается, что монастырь был основан 21 марта. Сито стал первым из монастырей нового ордена, получившего затем по этому монастырю имя цистерцианцы. Святой Роберт стал первым аббатом Сито; Альберих, после того как раскаявшиеся монахи Молема через посредничество папы призвали Роберта обратно в свой монастырь — вторым.
В 1108 году святой Альберих скончался. Братия Сито избрала следующим настоятелем обители Стефана Хардинга. При нём монастырь Сито и цистерцианский орден вступили в период быстрого роста и процветания. Важным фактором, способствовавшим этому росту, был приход в цистерцианский орден в 1112 году святого Бернара Клервоского с 30 товарищами. В период между 1112 и 1119 годами цистерцианцами было основано более 10 новых монастырей, четырьмя первыми «дочерними» монастырями Сито стали Ла-Ферте (в 1113), Понтиньи (в 1114), Клерво (в 1115) и Моримон (в 1115).
В 1119 году Стефан Хардинг написал новый устав ордена Carta Caritatis (Хартия милосердия), который в том же году был утверждён папой Каликстом II. Организаторские способности Стефана Хардинга позволили ему создать стройную систему управления орденом, растущего с исключительной скоростью, и добиться того, чтобы во всех монастырях ордена соблюдался такой же строгий порядок, как в Сито. Во главе ордена стоял аббат Сито; он должен был ежегодно объезжать все монастыри ордена или посылать вместо себя одного из аббатов. Главный аббат, вместе с четырьмя аббатами старейших монастырей составлял коллегию, управлявшую делами ордена под непосредственным надзором со стороны папы. Высшей инстанцией являлся генеральный капитул, собиравшийся раз в год в Сито; аббаты ближайших монастырей должны были ежегодно принимать в нём участие, аббаты более отдаленных — через более продолжительные промежутки времени. Стефан Хардинг также ввёл в ордене систему визитации, внезапных проверок состояния монастыря представителями других монастырей.
В 1133 году ввиду старости и тяжёлой болезни Стефан Хардинг оставил пост аббата, 28 марта 1134 года он скончался. День памяти в Католической церкви 28 марта (ранее - 17 апреля). Сохранилось несколько молитв и писем св. Стефана Хардинга.